# 鼓笛隊

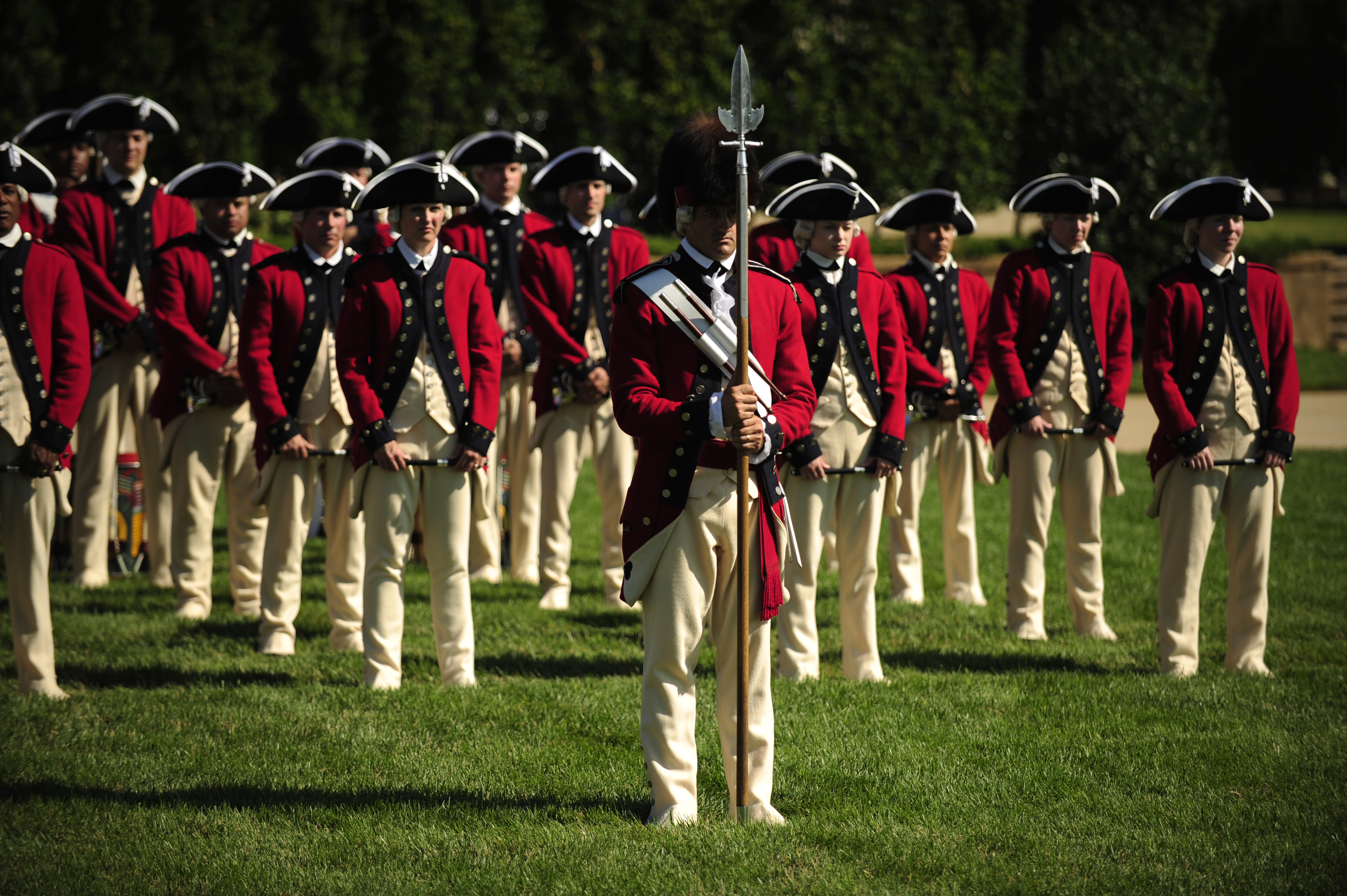

鼓笛隊（こてきたい）は、中世ヨーロッパに始まった音楽隊。主に太鼓、ファイフを中心にした構成である。

## ヨーロッパ
鼓笛隊はヨーロッパにおいて戦陣での信号伝達や行進のために組織された。
16世紀には騎兵部隊にはラッパと釜形太鼓、歩兵部隊には太鼓と笛を装備させる慣習が定着した。鼓笛隊は野営時に太鼓で起床、集合、帰営などの合図を送ったり、行進時に部隊を鼓舞する目的で組織された。
18世紀にはトルコ軍楽が流行し楽器には大太鼓が加わり、鼓長（ドラムメジャー）が指揮杖で指揮を執るようになった。
19世紀に入っても鼓笛隊は存続したが、火器が多用されるようになると太鼓信号は機能しなくなり、1860年代には歩兵部隊でもラッパ信号が主になった。
なお、イギリス陸軍やオランダ海兵隊には鼓笛隊が存続しているが、軍楽隊とは異なり音楽兵という位置づけではなく、儀礼的な役割を担う一般兵士で組織されている。

## 日本
日本での西洋音楽の受容のはじまりは、西洋式軍制の導入とともに入ってきた鼓笛隊であるとされている（吹奏楽の歴史#日本吹奏楽史参照）。1869年には横浜市の妙香寺で薩摩藩士の軍楽伝習生がジョン・ウィリアム・フェントンから管楽器の演奏法を教授されている（いわゆる薩摩バンド）。
明治、大正期には日本各地でこれらの組織が作られることとなる。昭和期になるとトランペットなどの金管楽器の他、様々な打楽器が加わることとなる。
歴史的に鼓笛隊(ドラムコー)はマーチング活動を行う吹奏楽団(マーチングバンド)とは別の歴史を歩んでいるが、マーチングバンドの一形態でもあるため、現在は鼓笛隊とは言わずに、マーチングバンドの名が定着しつつある（鼓笛隊とマーチングバンドは厳密には違い、鼓笛隊は歩調合わせや信号伝達を目的とし、マーチングバンドは歩きながら音楽演奏をする事が主目的である）。
組織としては、学校で組織するものと、地域で組織するものがある。前者は小学校の高学年や音楽部などで組織し、後者は自主参加で組織されているケースが多い。近年は少子化で組織が難しくなり、年齢層を広げたり、複数の学校が共同で行ったりするケースもある。
主に学校の体育祭、文化祭の他、地域の祭り、イベントにも参加することが多い。学校で組織されているものの主目的は情操教育である。学校や自治体の教育方針により、実施するしないに濃淡がある。また、学校に吹奏楽部があっても部の方針で文科系活動や座奏のみに注力している場合も体育会系としてのマーチングバンドは実施していないこともある。実施する方針の自治体では、運動会のみならず地域の行事にも参加する。対して、実施しない方針の自治体では、児童たちが生涯にわたって鼓笛（やマーチングバンド）という用語を知らないほどに無縁である。
鼓笛を実施する方針の学校は、農村や都市の下町など、昔からの住民が多い地域に多い。新興住宅地の多い自治体では学区が入り乱れるため、地域融和の一環もかねて組織する場合がある。この場合は大抵マーチングバンドという名称を使う。

### よく使われる楽器、パート
- 太鼓（スネアドラム、テナードラム、バスドラムなど）
- ファイフ（横笛）
- リコーダー
- 鍵盤ハーモニカ
- 鉄琴（ベルリラ、リラグロッケン）
- アコーディオン
- バトントワリング
- カラーガード
- ドラムメジャー
- トロンボーン
- キーボード

### よく使われる曲目
アニメーションの曲や流行した邦楽が多い。以前は「軍艦行進曲」や「抜刀隊」なども見られたが、現在では演奏されることはほとんどない。
- こんにちはラッパ君（こんにちはトランペット）
- 黄色いリボン
- 怪獣大戦争マーチ
- 宇宙戦艦ヤマト
- 錨を上げて（米海軍公式行進曲）
- 昆虫物語 みなしごハッチ
- 海のトリトン
- 線路は続くよどこまでも
- 子供の世界 または 小さな世界
- わんぱくマーチ
- オリンピックファンファーレ
- スタイン･ソング（乾杯の歌、ドイツ民謡）
- オリーブの首飾り
- ドラゴンクエストマーチ
- 聖者の行進
- 威風堂々

など
また、行進曲が使われることも多い。その中でも特にスーザの作品が好まれている。